# Ichneumon subhirtus
Ichneumon subhirtus är en stekelart som först beskrevs av Kokujev 1909.  Ichneumon subhirtus ingår i släktet Ichneumon och familjen brokparasitsteklar. Inga underarter finns listade i Catalogue of Life.